# كولبيرت آي. كينغ
كولبيرت آي. كينغ (بالإنجليزية: Colbert I. King)‏ هو صحفي أمريكي، ولد في 20 سبتمبر 1939.